# لمفوما جريبية
لمفومة جريبية (بالإنجليزية: Follicular lymphoma)‏ هي اللمفومة الأكثر انتشارًا ضمن مجموعة اللمفومات اللاهودجكينية بطيئة التنامي، والثاني أكثر انتشارًا ضمن مجموعة اللمفومات اللاهودجكينية بشكل عام. وتعرّف اللمفومة الجريبية على أنها اللمفومة في خلايا B المتواجدة في مركز الجريب (خلايا مركزية والأرومات المركزية) صاحبة النمط الجريبي بشكل جزئي. وهي إيجابية لواسمات خلايا B مثل CD10، وCD19، وCD20، وCD22 وتقريبًا دائمًا ما تكون سلبية لـ CD5.

## توقعات سير المرض
متوسّط البقاء هو حوالي 10 سنوات، ولكنه يمكنه أن يتراوح ما بين أقل من سنة حتى أكثر من 20 عامًا. بعض المرضى قد لا يحتاجون إلى علاج. معدّل البقاء على قيد الحياة خلال 5 أعوام هو %77-72.

## وبائيات
تشكل اللمفومة الجريبية %22 من جميع حالات السرطان الخاصة بنفس صنف خلية الدم المصابة في اللمفومة الجريبية.